# Upelluri
A hurri Upelluri és a hettita Ubellurisz a görög mitológia Atlaszának megfelelő isteni lény. Upelluri/Ubellurisz volt, aki az égboltot és az egész Földet tartotta. Az első generációs istenek úgy építették rá a földet és az eget, hogy észre sem vette, mivel legtöbbször aludt. Ezért „álmodozó istennek” is nevezik.
Jelentős – bár passzív – szerepe van az Ullikummi mítoszban. Az ő jobb vállán rejtették el Ullikummit az Irszirra-istenek, amikor elaludt, és ezt sem vette észre. Később panaszkodott Éának, hogy valami fáj a vállán, de nem tudja, melyik isten okozza.